# Tor macrolepis
Tor macrolepis és una espècie de peix cipriniforme de la família dels ciprínids que es troba al Pakistan i l'Índia.